# 메이셴구

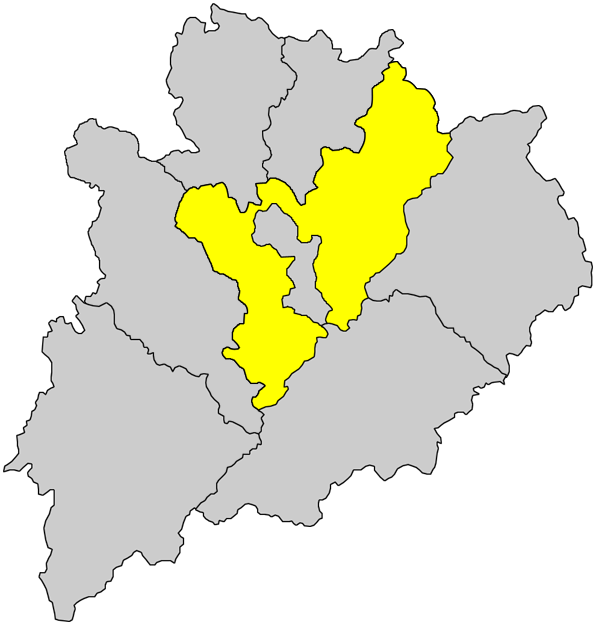
메이셴 구의 위치

메이셴구(한국어: 매현구, 중국어: 梅县区, 병음: Méixiàn Qū)는 중화인민공화국 광둥성 메이저우 시의 시할구이다. 넓이는 2,754km2이고, 인구는 2007년 기준으로 610,000명이다. 2013년 11월을 기해 시로 개편되기 이전에는 메이현(한국어: 매현, 중국어: 梅县, 병음: Méi Xiàn)이었다.

## 지리
메이셴 구는 거의 완전히 메이저우의 시구인 장난과 장베이를 완전히 둘러싸고 있다. 이것은 메이셴 구의 구 도시 중심부가 현의 나머지 부분으로부터 독립하였기 때문이다. 연평균 기온은 21.2°C이고 연평균 강수량은 1472.9mm이다.

## 문화
객가인이 대다수로 메이셴 구는 다부 현과 더불어 객가인의 기준이 되는 고향으로 알려져 있다.

## 행정 구역
18개 진을 관할한다.
- 진: 程江镇 , 石扇镇 , 城东镇 , 白渡镇 , 松源镇 , 隆文镇 , 桃尧镇 , 松口镇 , 雁洋镇 , 丙村镇 , 西阳镇 , 梅南镇 , 水车镇 , 畲江镇 , 南口镇 , 石坑镇 , 大坪镇 , 梅西镇.